# Tarachidia margarita
Tarachidia margarita är en fjärilsart som beskrevs av William Schaus 1904. Tarachidia margarita ingår i släktet Tarachidia och familjen nattflyn. Inga underarter finns listade i Catalogue of Life.